# Lavado nasal

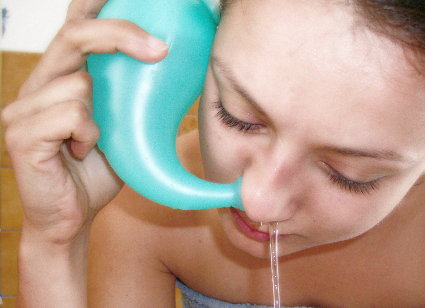
Uno de los procedimiento de irrigación nasal

El lavado  nasal o irrigación nasal, es la práctica higiénica personal en la que la cavidad nasal se lava para eliminar la suciedad y el exceso de mucosidad de nariz y senos paranasales.
La práctica es generalmente bien tolerada y beneficiosa, con efectos secundarios leves. La irrigación nasal en un sentido más amplio también puede referirse a la utilización de un espray nasal salino o nebulizadores para humedecer las membranas mucosas.
La limpieza nasal comenzó como una técnica de la medicina ayurvédica en la India antigua en la cual se denomina «jala neti»en sánscrito.
La irrigación nasal de 1 a 4 veces al día disminuye la obstrucción nasal, mejorando procesos de rinitis, sinusitis y alergias. El líquido ejerce una función de arraste y limpieza en las fosas nasales; elimina secreciones, pus, costras o polvo. Además tiene un efecto antiinflamatorio en la mucosa reduciendo los niveles de histamina.
Según sus defensores, la irrigación nasal promueve la buena salud de la cavidad nasal. Los pacientes con sinusitis crónica, que incluyen síntomas de dolor facial, dolor de cabeza, mal aliento, tos, rinorrea anterior (secreción acuosa) y congestión nasal, a menudo encuentran un alivio eficaz empleando técnicas de irrigación nasal. En estudios publicados, las irrigaciones diarias de solución salina como tratamiento adyuvante en la sinusitis de repetición, mejora la calidad de vida, disminuye los síntomas y disminuye el uso de medicamentos en estos pacientes.